# Bälau
Bälau is een gemeente in de Duitse deelstaat Sleeswijk-Holstein, en maakt deel uit van het Amt Breitenfelde in de Kreis Hertogdom Lauenburg.
Bälau telt 217 inwoners.
De gemeente Bälau bestaat uit het gelijknamige dorp en het ten zuidwesten daarvan gelegen gehucht Uhlenbusch. Kern van het dorp Bälau is een met bomen beplante brink. Ten noordwesten van Bälau ligt het kleine natuurgebied Bälauer Moor, terwijl het westelijk deel van de gemeente wordt ingenomen door bos.

## Klooster Bälau
Bälau wordt voor het eerst vermeld in 1194. In 1413 werd hier het eerste klooster van de Birgittinessen in het Duitse Rijk gesticht. In 1428 verhuisde het klooster naar het nu verdwenen dorp Pezeke ten noordoosten van Mölln en kreeg de naam Marienwohlde. In de tussentijd had het in de regio een groot grondbezit weten te verwerven. Naast Bälau en Pezeke bezat het klooster toen ook Borstorf, Bergrade en het verdwenen dorp Falkenhagen ten westen van Borstorf. De straat Balauerfohr in Lübeck is genoemd naar een hof van het klooster, die daar in 1431 werd gesticht, en herinnert nog aan de oorspronkelijke vestigingsplaats.
Albsfelde ·
Alt Mölln ·
Aumühle ·
Bäk ·
Bälau ·
Basedow ·
Basthorst ·
Behlendorf ·
Berkenthin ·
Besenthal ·
Bliestorf ·
Börnsen ·
Borstorf ·
Breitenfelde ·
Bröthen ·
Brunsmark ·
Brunstorf ·
Büchen ·
Buchholz ·
Buchhorst ·
Dahmker ·
Dalldorf ·
Dassendorf ·
Düchelsdorf ·
Duvensee ·
Einhaus ·
Elmenhorst ·
Escheburg ·
Fitzen ·
Fredeburg ·
Fuhlenhagen ·
Geesthacht ·
Giesensdorf ·
Göldenitz ·
Göttin ·
Grabau ·
Grambek ·
Grinau ·
Groß Boden ·
Groß Disnack ·
Groß Grönau ·
Groß Pampau ·
Groß Sarau ·
Groß Schenkenberg ·
Grove ·
Gudow ·
Gülzow ·
Güster ·
Hamfelde ·
Hamwarde ·
Harmsdorf ·
Havekost ·
Hohenhorn ·
Hollenbek ·
Hornbek ·
Horst ·
Juliusburg ·
Kankelau ·
Kasseburg ·
Kastorf ·
Kittlitz ·
Klein Pampau ·
Klein Zecher ·
Klempau ·
Klinkrade ·
Koberg ·
Kollow ·
Köthel ·
Kröppelshagen-Fahrendorf ·
Krukow ·
Krummesse ·
Krüzen ·
Kuddewörde ·
Kühsen ·
Kulpin ·
Labenz ·
Langenlehsten ·
Lankau ·
Lanze ·
Lauenburg/Elbe ·
Lehmrade ·
Linau ·
Lüchow ·
Lütau ·
Mechow ·
Möhnsen ·
Mölln ·
Mühlenrade ·
Müssen ·
Mustin ·
Niendorf/ Stecknitz ·
Niendorf bei Berkenthin ·
Nusse ·
Panten ·
Pogeez ·
Poggensee ·
Ratzeburg ·
Ritzerau ·
Römnitz ·
Rondeshagen ·
Roseburg ·
Sahms ·
Salem ·
Sandesneben ·
Schiphorst ·
Schmilau ·
Schnakenbek ·
Schönberg ·
Schretstaken ·
Schulendorf ·
Schürensöhlen ·
Schwarzenbek ·
Seedorf ·
Siebenbäumen ·
Siebeneichen ·
Sierksrade ·
Sirksfelde ·
Steinhorst ·
Sterley ·
Stubben ·
Talkau ·
Tramm ·
Walksfelde ·
Wangelau ·
Wentorf (Amt Sandesneben) ·
Wentorf bei Hamburg ·
Wiershop ·
Witzeeze ·
Wohltorf ·
Woltersdorf ·
Worth ·
Ziethen
Gemeentevrij gebied: Sachsenwald